# Drawa (wieś)
Drawa (niem. Gross Sonnenburg) – wieś w Polsce położona w województwie warmińsko-mazurskim, w powiecie bartoszyckim, w gminie Bartoszyce – 15 kilometrów na południowy wschód od Bartoszyc. W latach 1975–1998 miejscowość administracyjnie należała do województwa olsztyńskiego. Dawniej znajdował się tutaj majątek ziemski z dworem.

## Historia
Drawa była  wsią folwarczną z majątkiem obejmującym prawie 500 hektarów  ziemi  i mleczarnią. W końcu XIX wieku należał do rodziny Laubmeher, a w XX wieku do rodziny Alstadt. Do majątku ziemskiego Drawa w 1889 r. należał również folwark Frączki. 
W majątku znajdował się dwór jednokondygnacyjny, przykryty wysokim dachem mansardowym z poziomem mieszkalnym i użytkowym poziomem w szczytach. Od frontu na osi dwukondygnacyjnych ryzalit, przykryty dwuspadowym dachem z datą 1922 w szczycie (zapewne rok ukończenia budowy). W elewacji bocznej znajdował się drewniany, niewielki ganek. 
Po wojnie w dworku mieszkali osadnicy, którzy przybyli do Drawy,  m.in. w ramach Akcji  „Wisła”. W budynku znajdowała się też zlewnia mleka. W 2022 r. majątek jest opuszczony i w złym stanie. Zachował się jedynie bardzo zaniedbany park z bogatym starodrzewem. 
W 1983 roku we wsi było 9 budynków mieszkalnych z 51 mieszkańcami. Funkcjonowało 6 indywidualnych gospodarstw rolnych o łącznym areale 45 ha. W spisie z 1983 r. wieś ujmowana była łącznie z PGR Matyjaszki.  